# MOPAC

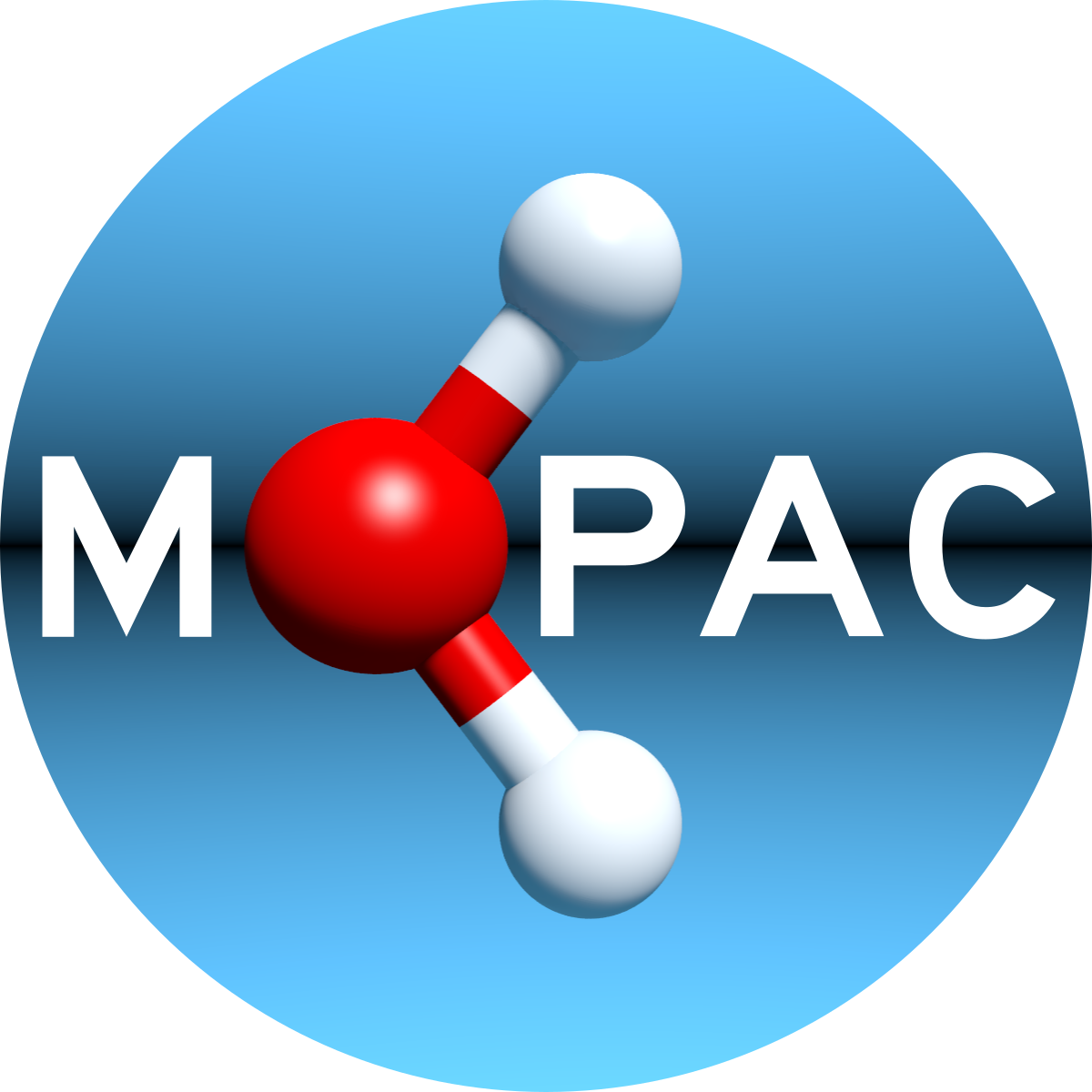

MOPAC (Molecular Orbital PACkage) è un programma usato in chimica computazionale che fa uso di algoritmi semi-empirici di chimica quantistica, come  MINDO, MNDO, AM1, PM3, PM5, Sparkle/AM1, Sparkle/PM3 e  RM1 . È stato sviluppato in gran parte dal gruppo di Michael J. S. Dewar.
Le ultime versioni non sono più di pubblico dominio così come lo erano le versioni precedenti MOPAC6 e MOPAC7, tuttavia viene mantenuta disponibile l'ultima versione open source. È disponibile anche una versione open source di MOPAC7 per Linux. L'autore di MOPAC, James Stewart, ha prodotto nel 2006 una versione pubblico dominio di MOPAC7 interamente scritta in Fortran 90, chiamata MOPAC 7.1.
Nel 2007 James Stewart ha prodotto MOPAC2007, che è gratuito in ambito accademico. MOPAC2007 include i nuovi modelli Sparkle/AM1, Sparkle/PM3, RM1 e PM6, ponendo maggiore enfasi allo studio dello stato solido. Tuttavia, esso non possiede ancora MINDO/3, PM5, derivati analitici, il modello di solvatazione di Tomasi e l'incrocio intersistema. MOPAC2007 è disponibile sia per sistemi operativi Windows che Linux.
MOPAC2009 è stato distribuito dopo MOPAC2007 nel 2008 e presenta molte funzionalità migliorate.